# République islamique
 (mai 2022).
Si vous disposez d'ouvrages ou d'articles de référence ou si vous connaissez des sites web de qualité traitant du thème abordé ici, merci de compléter l'article en donnant les références utiles à sa vérifiabilité et en les liant à la section « Notes et références ».

Carte montrant les statuts constitutionnels de l'islam en 2009 dans les pays musulmans (dont les républiques islamiques) :
États islamiques déclarés.
Islam déclaré religion d'État.
États non-déclarés.
États se déclarant laïcs.

Le terme de république islamique désigne les États possédant une constitution qui dispose que l'islam est la religion officielle du pays, ou encore d'autres États où le droit musulman s'applique et dont la dénomination officielle comporte la dénomination de république islamique.
Certains pays musulmans ne revendiquent pas spécifiquement le caractère islamique de leur état, mais appliquent pourtant la charia. D'autres pays musulmans n'utilisent celle-ci que comme simple référence juridique. Enfin certains pays musulmans revendiquent spécifiquement le caractère islamique de leurs État, religion et législation. Ils sont alors qualifiés d'États islamiques. Les républiques islamiques constituent une partie des États islamiques possesseurs d'une constitution qui institue l'islam comme religion d'État ou de la nation (du peuple).
De nos jours, on peut dénombrer quatre États islamiques reconnus internationalement en tant que républiques, dont trois ont un contrôle effectif sur leur territoire respectifs :
- République islamique d'Iran : « 1er principe : le gouvernement de l’Iran est une république islamique » - Constitution de 1979 ;
- République islamique de Mauritanie : « Art. 5 : L'islam est la religion du peuple et de l'État » - Constitution de 1991 ;
- République islamique du Pakistan : « Art. 2 : Islam shall be the State religion of Pakistan » - Constitution de 1973.

Ces théocraties islamiques peuvent affirmer législativement l'application intégrale de la charia (loi islamique), la considérant comme supérieure à toute autre loi humaine. Tandis que d'autres républiques islamiques, plaçant les législations islamiques sous tutelle de leur constitution, n'appliquent la charia qu'en partie plus ou moins variable selon le pays concerné et son histoire passée.

## Historique
Chaque république islamique a une histoire et un destin particulier. Certaines sont nées naturellement dans des pays musulmans en paix, alors que d'autres sont apparues à la suite d'événements tragiques. Certaines républiques islamiques ont disparu rapidement, alors que d'autres ont perduré pendant plusieurs dizaines d'années; jusqu'à nos jours. Parmi ces républiques islamiques, on pourrait citer ces exemples historiques :
1. Turkestan : entre 1933 et 1934, la première république du Turkestan oriental qui fut rapidement renversé par les militaires chinois, se dénommait République islamique du Turkestan Oriental ;
2. Pakistan : en 1973, et à la suite de l'adoption d'une troisième constitution (après celles de 1956 et de 1962), la nouvelle république fédérale se nomme république islamique du Pakistan (constitution actuelle de 1973, amendée en 2012). Il s'agit du premier pays à être devenu une république islamique dans le monde (en 1956)[1],[2],[3] ;
3. Comores : créée en 1978, la république fédérale islamique des Comores est renversée en 2001. Le 23 décembre 2001, sous direction d'un nouveau régime présidentiel, cette terre d'islam sunnite (à 98 %) formée des îles de Grande-Comore, Anjouan et Mohéli, devient alors Union des Comores ;
4. Iran : en 1979, et à la suite du renversement du shah d'Iran par la révolution iranienne, cet ancien État monarchique devient république islamique d’Iran (constitution actuelle de 1979, amendée en 1989) ;
5. Mauritanie : le 20 juillet 1991, et à la suite de la relance du processus de démocratisation, est adoptée la constitution de la république islamique de Mauritanie (constitution actuelle de 1991, amendée en 2006) ;
6. Afghanistan : en 1992, à la chute du régime communiste (départ de l'armée soviétique), l'État islamique d'Afghanistan a remplacé la république démocratique d'Afghanistan de 1990. En 1996, les talibans ont institué l'émirat islamique d'Afghanistan. En 2004, après l'intervention militaire des USA et la chute des talibans, le pays est devenu république islamique d'Afghanistan. L'émirat islamique d'Afghanistan est rétabli en août 2021, à l’issue d’une offensive des talibans commencée après l’annonce du retrait des troupes américaines de la guerre d'Afghanistan ;
7. Gambie : déclaration de Yahya Jammeh le 13 décembre 2015 décidant que son pays devient un État islamique[4].